# Oscar Bernal
Oscar Antonio Bernal López (Ciudad Juárez, Chihuahua, México; 28 de septiembre de 1995) es un futbolista mexicano. Juega como defensa.

## Trayectoria
Comenzó su carrera jugando con las fuerzas básicas del Club de Fútbol Indios, tuvo participación con la categoría sub-15 y los equipos de la tercera y segunda división de México. Para la temporada 2011-12 pasó a jugar con el Calor de San Pedro en donde consiguió el subcampeonato de la tercera división al perder en la final ante el Real Cuautitlán C. R.
Fue observado por visores del Club Santos Laguna y entonces fue reclutado para jugar con el equipo sub-17 de la institución. Rápidamente fue convocado en julio de 2012 para participar en la Gothia Cup y se consagró campeón de la competencia. En su primer torneo logró el subcampeonato de la división después de perder la final contra el Club de Fútbol Pachuca, Bernal fue expulsado en el segundo tiempo por doble amarilla. En febrero de 2013 fue convocado para participar en el Torneo de Viareggio. En junio ascendió de categoría y comenzó a jugar con la sub-20 del club. El 6 de agosto de 2013 logró debutar con el primer equipo en un partido de la Copa México en el empate a tres goles ante el Club Zacatepec. En diciembre llegó a la final del torneo sub-20, esta vez consiguió lo que se le había negado con sus dos equipos pasados, el campeonato, al derrotar al Club León en la final.
En febrero de 2014 volvió a participar en la Copa Viareggio, jugó los tres partidos que disputó su equipo en la competencia. El 12 de diciembre de 2015 logró el campeonato de la categoría Sub-20 cuando Santos derrotó al Club Tijuana en penales.

## Selección nacional

### Categorías inferiores
Fue convocado por Sergio Almaguer para participar en el Campeonato Sub-20 de la Concacaf de 2015. Estuvo presente en las victorias ante Cuba, Canadá y Honduras; en el empate ante Haití y en la final contra Panamá. Bernal fue expulsado contra Honduras, motivo por el cual se perdió el partido ante El Salvado. Resultó campeón de la competencia al derrotar a Panamá en penales y logró la calificación a la Copa Mundial de Fútbol Sub-20 de 2015. En mayo se confirmó su convocatoria al mundial sub-20.

## Estadísticas
Actualizado al último partido jugado el 27 de abril de 2019.

### Clubes
| C. Santos Laguna · México |               |               |    |   |   |   |   |    |    |   |
| 1ª | 2013-14       | -             | -  | 3 | 0 | 0 | 0 | 3  | 0  |   |
| 1ª | 2014-15       | -             | -  | - | - | - | - | 0  | 0  |   |
| 1ª | 2015-16       | 1             | 0  | - | - | 0 | 0 | 1  | 0  |   |
| 1ª | 2018          | -             | -  | 3 | 0 | - | - | 3  | 0  |   |
| Total club | Total club    | 1             | 0  | 6 | 0 | 0 | 0 | 7  | 0  |   |
| Tampico Madero F. C. · México |               |               |    |   |   |   |   |    |    |   |
| 2ª | 2016-17       | 24            | 0  | - | - | - | - | 24 | 0  |   |
| 2ª | 2017          | 14            | 0  | - | - | - | - | 14 | 0  |   |
| Total club | Total club    | 38            | 0  | 0 | 0 | 0 | 0 | 38 | 0  |   |
| C. D. La Equidad · Colombia |               |               |    |   |   |   |   |    |    |   |
| 1ª | 2018          | 11            | 0  | 3 | 0 | 0 | 0 | 14 | 0  |   |
| 1ª | 2019          | 7             | 0  | 0 | 0 | 1 | 0 | 8  | 0  |   |
| Total club | Total club    | 18            | 0  | 3 | 0 | 1 | 0 | 22 | 0  |   |
| Total carrera | Total carrera | Total carrera | 57 | 0 | 9 | 0 | 1 | 0  | 47 | 0 |
| (1)Incluye datos de la Copa México y Copa Colombia (2)Incluye datos de la Copa Libertadores de América (2014), Liga de Campeones de la Concacaf (2015-16) y Copa Sudamericana (2019) |               |               |    |   |   |   |   |    |    |   |

### Selecciones
| Competición                              | Categoría | Sede          | Resultado    | PJ | G |
| ---------------------------------------- | --------- | ------------- | ------------ | -- | - |
| Campeonato Sub-20 de la Concacaf de 2015 | Sub-20    | Jamaica       | Campeón      | 5  | 0 |
| Copa Mundial de Fútbol Sub-20 de 2015    | Sub-20    | Nueva Zelanda | Primera fase | 1  | 0 |
| Total                                    | –         | –             | –            | 6  | 0 |

### Resumen estadístico
| Competencia                | Partidos | Goles |
| -------------------------- | -------- | ----- |
| Liga                       | 1        | 0     |
| Copas nacionales           | 3        | 0     |
| Copas internacionales      | 0        | 0     |
| Selección de México Sub-20 | 6        | 0     |
| Total                      | 10       | 0     |

## Palmarés

### Campeonatos nacionales
| Título                            | Equipo               | Sede   | Año    |
| --------------------------------- | -------------------- | ------ | ------ |
| Primera División de México Sub-20 | Santos Laguna Sub-20 | México | A-2013 |
| Primera División de México Sub-20 | Santos Laguna Sub-20 | México | A-2015 |
| Primera División de México        | Club Santos Laguna   | México | C-2018 |

### Campeonatos internacionales
| Título                           | Equipo              | Sede    | Año  |
| -------------------------------- | ------------------- | ------- | ---- |
| Campeonato Sub-20 de la Concacaf | Selección de México | Jamaica | 2015 |

### Campeonatos internacionales amistosos
| Título      | Equipo               | Sede   | Año  |
| ----------- | -------------------- | ------ | ---- |
| Copa Gothia | Santos Laguna Sub-17 | Suecia | 2012 |